# 알우세마스 제도

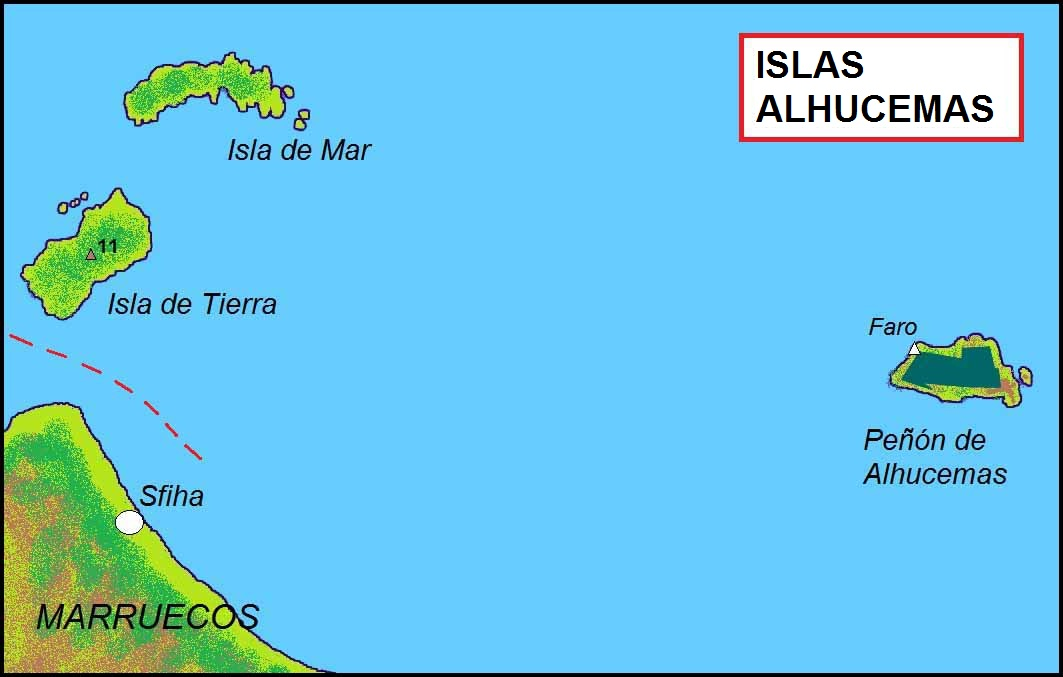

알우세마스 제도(Alhucemas Islands)는 알보란해 모로코 해안에서 떨어진 스페인 플라사스 데 소베라니아의 하나이자 섬들의 그룹이다.
알호세이마의 모로코 타운에서 300미터, 세우타에서 동쪽으로 146킬로미터, 멜리야에서 서쪽으로 84킬로미터 떨어진 지점에 위치해 있다.

## 구성되는 섬
- 페뇬데알우세마스섬(Peñón de Alhucemas)
- 티에라섬(Isla de Tierra)
- 마르섬(Isla de Mar)

## 같이 보기
- 플라사스 데 소베라니아